# Código (derecho)
En derecho, un código es un conjunto unitario, ordenado y sistematizado de normas y principios jurídicos, surgidos con el movimiento codificador
Las compilaciones o cuerpos legales más antiguos conocidos son:
- las tablillas de la arcaica ciudad de Ebla (2400 a. C.), que son los más antiguos fragmentos existentes de un código legal;
- el Código de Ur-Nammu, rey de Ur (ca. 2050 a. C.);
- el Código de Ešnunna (ca. 1930 a. C.);
- el Código de Lipit-Ishtar de Isín (ca. 1870 a. C.);
- el Código de Hammurabi (1760 a. C.).
- el Código de Manu (entre el 200 a. C. y el 200 d. C.)
- El código Napoleónico o francés

Los primeros registros legales romanos pertenecen al siglo V a. C., aunque la primera codificación formal ordenada por Justiniano I, no tuvo lugar hasta el siglo VI. En la Edad Media y hacia la era moderna,  se hicieron compendios o recopilaciones locales o provinciales.
El primer código nacional, propiamente tal, fue el Código Civil de Francia, napoleónico. En países de la tradición del derecho anglosajón (Common law) como Inglaterra y los Estados Unidos, los cuerpos legales han sido tradicionalmente menos importantes que los registros de decisiones judiciales, porque las codificaciones significativas se llevaron a cabo en los EE. UU. durante el siglo XX.